# Höganäs kommun
Höganäs kommun er en kommune i Skåne len i Sverige. Kommunen omfatter 143,88 km² og har 25.610 indbyggere.

## Byer i kommunen
- Höganäs (kommunesæde)
- Viken
- Jonstorp
- Mölle
- Arild
- Mjöhult
- Ingelsträde